# Banaybanay
Banaybanay est une localité de la province du Davao oriental, aux Philippines. En 2015, elle compte 41 117 habitants.